# Los Viking Boys
Los Viking Boys fueron un grupo mexicano de rock and roll, rock y balada, surgido a principios de la década de los años 1960, en la Ciudad de México.

## Historia
El grupo se forma hacia fines de 1960 por jóvenes estudiantes, varios de ellos de la UNAM, de entre 16 y 19 años. Tuvieron la mala fortuna de ser contratados por discos Orfeón, empresa que tuvo todo para adueñarse y acaparar el naciente mercado del rock and roll, pues dentro de sus filas desfilaron importantes personajes de este movimiento musical, pero la falta de confianza y apoyo en la juventud, no les permitió explotar en su momento. La ¿visión? de estos "genios" los llevó a ser partes de discos Maya, una línea más económica y con el infortunio de otro "visionario" que se le ocurrió editar un único LP con un casco vikingo en la portada, sin dar créditos a los músicos integrantes de este grupo. Evidente que la promoción brilló por su ausencia, lo que no impidió que destacaran con el tema Rebeldita acompañados del mediano éxito Mi querida Susy autoría de Robin Luke.

## Discografía
Graban 1 LP para Orfeón, bajo el subsello Maya. Además graban 3 sencillos para el subsello Dimsa. En total sólo grabaron 16 canciones. Grabaron para Orfeón entre 1961 y 1962 un puñado de sencillos y tuvieron cuatro éxitos pequeños, pues la falta de promoción de su disquera fue evidente, además del extravió del máster tras realizar las grabaciones y la carencia de fotografía de su disco LP.

## Éxitos y principales grabaciones
- Mi Querida Susy
- Cuando mi luna brillará
- Rebeldita
- A todo dar
- Bopelina
- Necesito tu amor esta noche
- Una vez
- Cartas de amor sobre la arena
- Skokian
- Remolino (tema original)

## Actualidad
Aunque el grupo se desintegró en 1962, varios de sus temas grabados en estéreo figuran en CD compilados que Orfeón editó regularmente hasta el 2006 y a fines de los años 80 se realizó una reimpresión estereofónica de su único LP, titulado "Rock con Los Viking Boys", por parte de Discos Orfeón y patrocinada por las tiendas "El Disco Recuerdo" y "Disco Star del Recuerdo", dedicadas a la venta de discos coleccionables.